# Suurisaari (ö i Finland, Kymmenedalen, Kouvola, lat 60,94, long 27,04)
Suurisaari är en ö i Finland. Den ligger i sjön Tirvanjärvi och i kommunen Kouvola i den ekonomiska regionen  Kouvola ekonomiska region  och landskapet Kymmenedalen, i den södra delen av landet, 140 km nordost om huvudstaden Helsingfors. Öns area är 10,9 hektar och dess största längd är 0,5 kilometer i sydöst-nordvästlig riktning.